# سالی بی
سالی بی (به انگلیسی: Sally B) یک هواپیمای بوئینگ بی-۱۷ فلایینگ فورترس ساختِ کارخانهٔ بوئینگ است که در سال ۱۹۴۵ میلادی ساخته شده است.

## نگارخانه

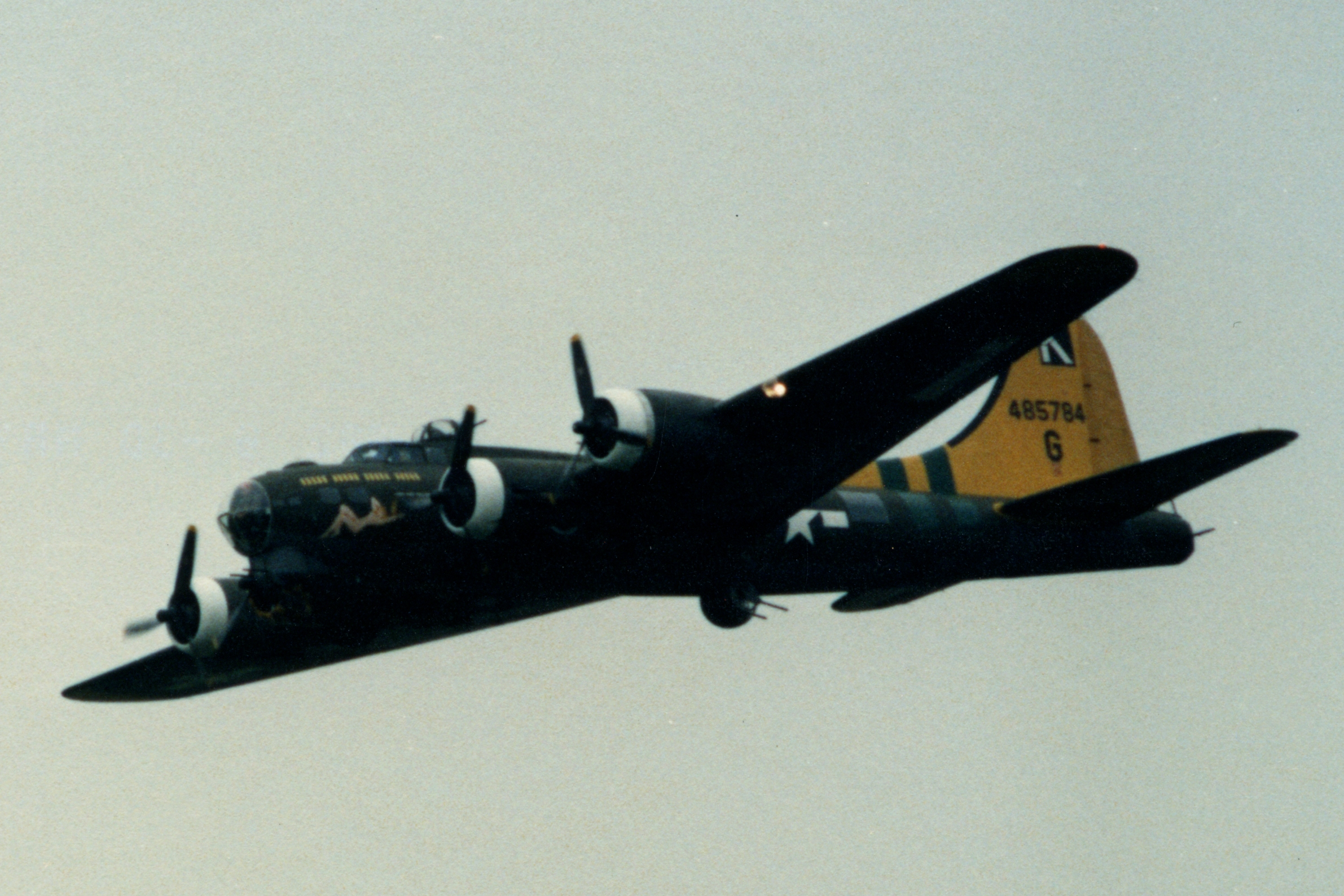
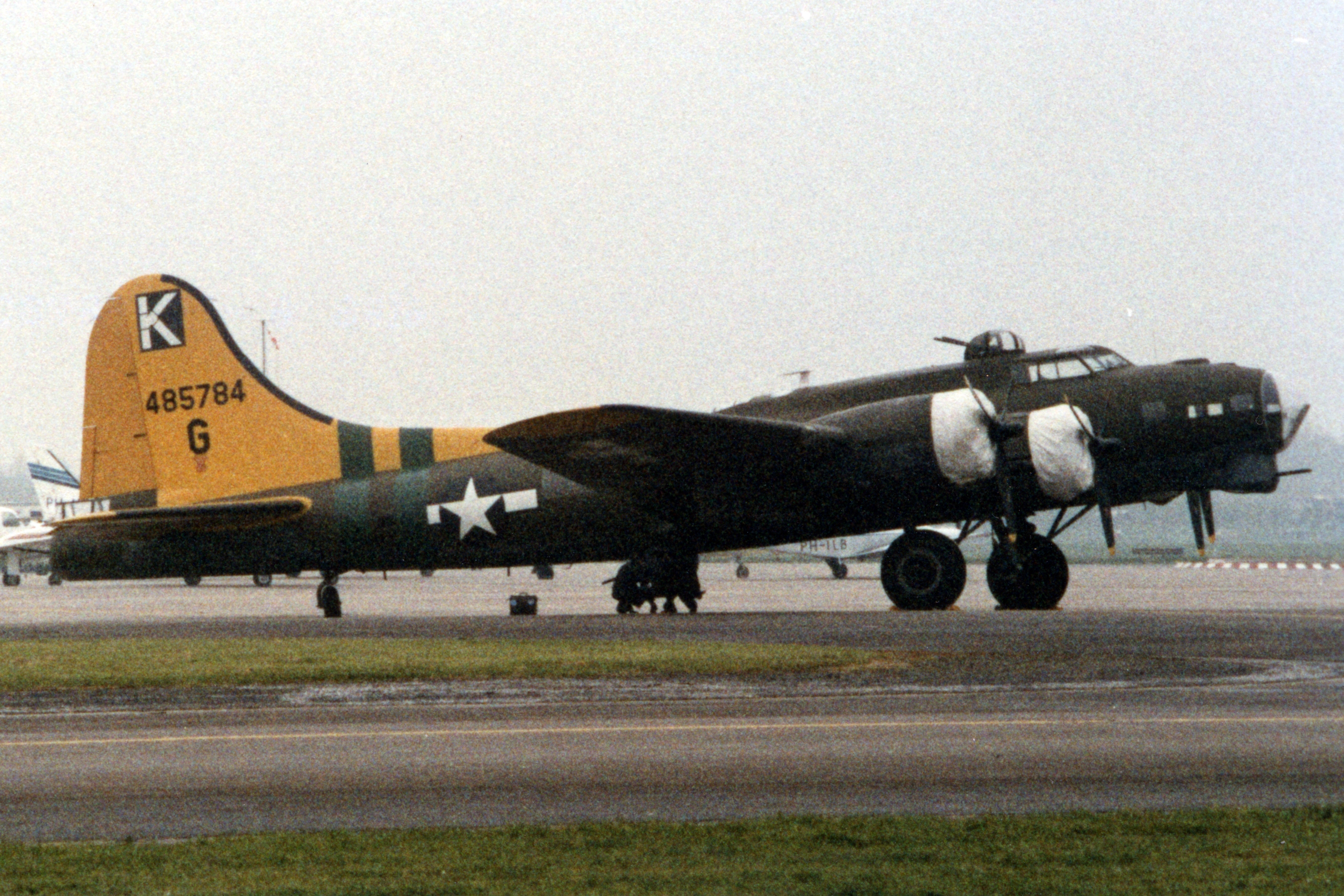
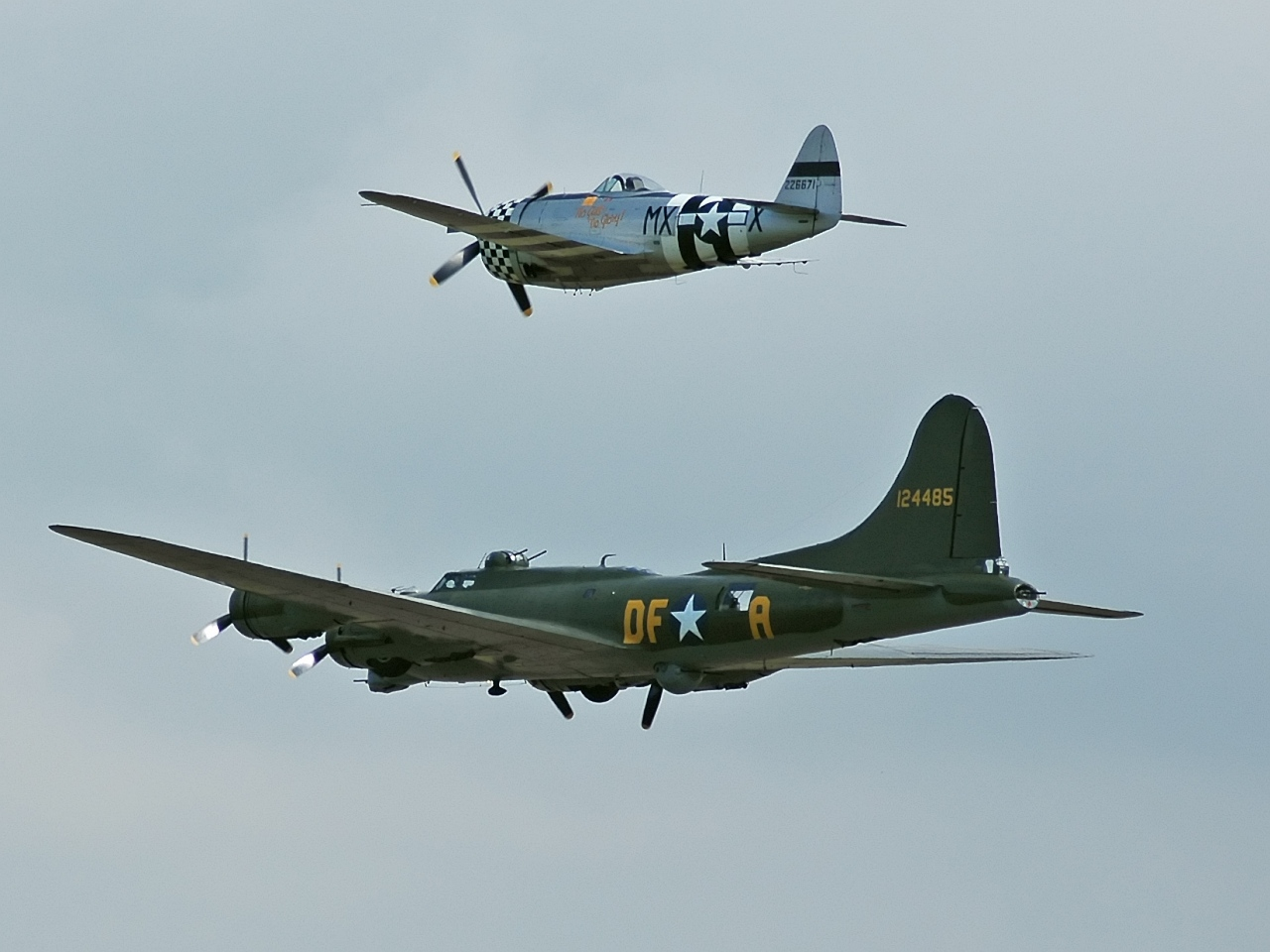